# La Resolana, Michoacán de Ocampo
La Resolana är en ort i Mexiko.   Den ligger i kommunen Cotija och delstaten Michoacán de Ocampo, i den centrala delen av landet, 400 km väster om huvudstaden Mexico City. La Resolana ligger 1 607 meter över havet och antalet invånare är 213.
Terrängen runt La Resolana är kuperad åt nordväst, men åt sydost är den platt. Runt La Resolana är det ganska glesbefolkat, med 50 invånare per kvadratkilometer. Närmaste större samhälle är Cotija de la Paz, 9,7 km nordväst om La Resolana. I omgivningarna runt La Resolana växer huvudsakligen savannskog.